# Roger Hood
Roger Hood CBE (* 12. Juni 1936; † 17. November 2020) war ein britischer Soziologe und Kriminologe. Er lehrte zuletzt als Professor für Kriminologie an der Universität Oxford. Von 1987 bis 1989 amtierte er als Präsident der British Society of Criminology (BSC). Er wurde durch seine kritischen Forschungen zur Todesstrafe und seine Beiträge zum Abolitionismus bekannt.
Hood machte 1957 seinen Bachelor-Abschluss in Soziologie an der London School of Economics and Political Science (LSE), wo er Forschungsassistent von Hermann Mannheim wurde. 1963 folgte seine Promotion an der Universität Cambridge. 1999 erwarb er den rechtswissenschaftlichen Doktortitel Doctor of Civil Law (DCL) an der Universität Oxford, an der er seit 1973 als Kriminologe forschte und lehrte. 1996 war er dort Professor für Kriminologie geworden.
Im Jahr 1986 erhielt er den Sellin-Glueck Award der American Society of Criminology. 1992 wurde er zum Fellow der British Academy gewählt, 1995 wurde er zum Commander of the Order of the British Empire (CBE) ernannt.

## Schriften (Auswahl)
- Mit  Carolyn Hoyle: The death penalty. A worldwide perspective. 5., erweiterte und überarbeitete Auflage, Oxford University Press, New York 2015, ISBN 9780198701743 (die ersten drei Auflagen, 1989, 1996, 2002, ohne Co-Autorin).
- Mit Richard Sparks: Key issues in criminology. Weidenfeld & Nicolson, London 1970, ISBN 0303175753.
  - Aus dem Englischen von Peter de Mendelssohn: Kriminalität: Verbrechen, Rechtsprechung, Strafvollzug. Kindler. München 1970.
- Homeless Borstal boys. A study of their after-care and after-conduct. Bell, London 1966.